# Cerbone di Populonia
Cerbone di Populonia, o Cerbonio (Africa, 493 – Poggio, 10 ottobre 575), è stato un vescovo italiano.
Fu vescovo di Populonia nel VI secolo ed è il più famoso dei vescovi che si susseguirono in questa diocesi.

## Biografia
Il santo, probabilmente di origine nordafricana, sarebbe fuggito dalla Tunisia (in mano ai Vandali ariani governati da Trasamondo) nella Maritima (antico nome della Maremma) insieme a san Regolo, e sarebbe stato infine eletto vescovo dalla comunità populoniese come successore di Asellus, vissuto tra il V secolo e il VI.
Secondo la testimonianza di papa Gregorio I, trascritta nei Dialogi, Cerbone si recò a Roma da papa Vigilio per alcune problematiche relative all'amministrazione del culto a Populonia. Durante il tragitto in compagnia dei messi papali, all'altezza della località Salìole o Salìnole (secondo alcuni Salivoli, secondo altri Torre del Sale), per dissetare gli accompagnatori chiamò a sé e munse due cerve; giunti poi al Prato di Nerone, presso il Colle Vaticano, un gruppo di oche accompagnò la comitiva all'incontro con il papa Vigilio. Successivamente, per aver dato asilo ad alcuni soldati avversari di Totila durante la guerra gotica, il vescovo fu condannato dallo stesso re ostrogoto - durante l'assedio di Roma (546) - ad essere sbranato da un orso in località Merulis (oggi Campo di Merlo) presso l'attuale Magliana; ma l'animale si sarebbe improvvisamente ammansito davanti a Cerbone. Successivamente, per sfuggire alle persecuzioni dei longobardi di Gummarith, il santo sarebbe fuggito all'isola d'Elba dove si ritirò come eremita nella cosiddetta Grotta del Santo, in un luogo montano posto fra i paesi di Poggio e di Marciana, nella zona nord occidentale dell'isola, dove ancora è molto viva la tradizione ed il ricordo di san Cerbone (in un bosco si trova il Romitorio di San Cerbone).
La tradizione riportata da papa Gregorio I narra ancora che, ormai vecchio e prossimo a morire, il vescovo avesse chiesto di essere sepolto a Populonia, ancora in mano ai longobardi, raccomandando ai suoi seguaci di riprendere subito il mare dopo aver provveduto alla sua sepoltura. Morto il santo, i seguaci attraversarono il Canale di Piombino durante una tempesta senza essere miracolosamente bagnati da neppure una goccia d'acqua. A Poggio, nell'isola d'Elba, ancora è viva la tradizione orale che narra di un'imponente libecciata che al transito dell'imbarcazione con il corpo di Cerbone si placava, creando una via di mare piatto dalla Marina di Poggio verso Baratti. I suoi poterono così seppellire il corpo di Cerbone nel golfo di Baratti, nel quale ancora oggi sorge un piccolo edificio dedicato al santo, la Cappella di San Cerbone.
(Vite dei Santi, 1556)

## Culto
Il corpo di san Cerbone, tuttavia, venne trasferito in seguito nella cattedrale di Massa Marittima, quando questa fu scelta come nuova sede della diocesi nell'809 a seguito di un'incursione saracena.
(Martirologio Romano)